# Добра Куча
45°37′ пн. ш. 17°17′ сх. д. / 45.61° пн. ш. 17.29° сх. д.
Добра Куча (хорв. Dobra Kuća) — населений пункт у Хорватії, у Б'єловарсько-Білогорській жупанії у складі громади Джуловаць.

## Населення
Населення за даними перепису 2011 року становило 15 осіб.
Динаміка чисельності населення поселення: